# Gmina Time
Gmina Time (norw. Time kommune) – norweska gmina leżąca w regionie Rogaland. Jej siedzibą jest miasto Bryne.
Time jest 345. norweską gminą pod względem powierzchni.

## Demografia
Według danych z roku 2005 gminę zamieszkuje 14 461 osób. Gęstość zaludnienia wynosi 79,54 os./km². Pod względem zaludnienia Time zajmuje 69. miejsce wśród norweskich gmin.
| ludność stan na 1 stycznia 2005 |         |           |        |
|                                 | kobiety | mężczyźni | razem  |
| osób                            | 7318    | 7143      | 14 461 |
| %                               | 50,61%  | 49,39%    | 100%   |

| wykształcenie stan na 1 października 2004 |        |         |        |        |
|                                           | podst. | średnie | wyższe | niezn. |
| osób                                      | 1781   | 6573    | 2322   | 186    |
| %                                         | 16,4%  | 60,51%  | 21,38% | 1,71%  |

## Edukacja
Według danych z 1 października 2004:
- liczba szkół podstawowych (norw. grunnskolar): 11
- liczba uczniów szkół podstawowych: 2276

## Władze gminy
Według danych na rok 2011 administratorem gminy (norw. rådmann) jest Brit Nilsson Edland, natomiast burmistrzem (norw. ordfører, d. borgermester) jest Arnfinn Vigrestad.